# Schlossplatz (Weimar)

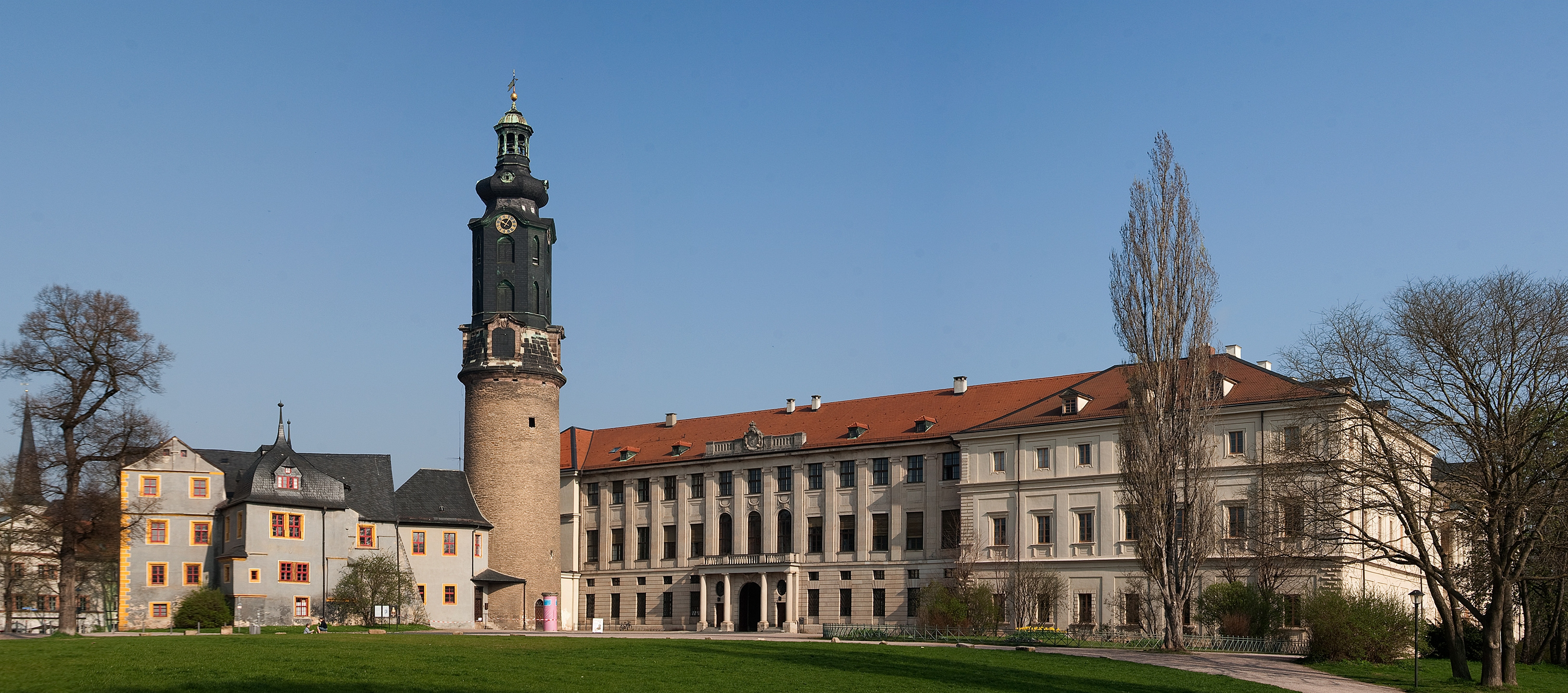
Blick zum Haupteingang mit Schlossturm, links die Bastille (2009)

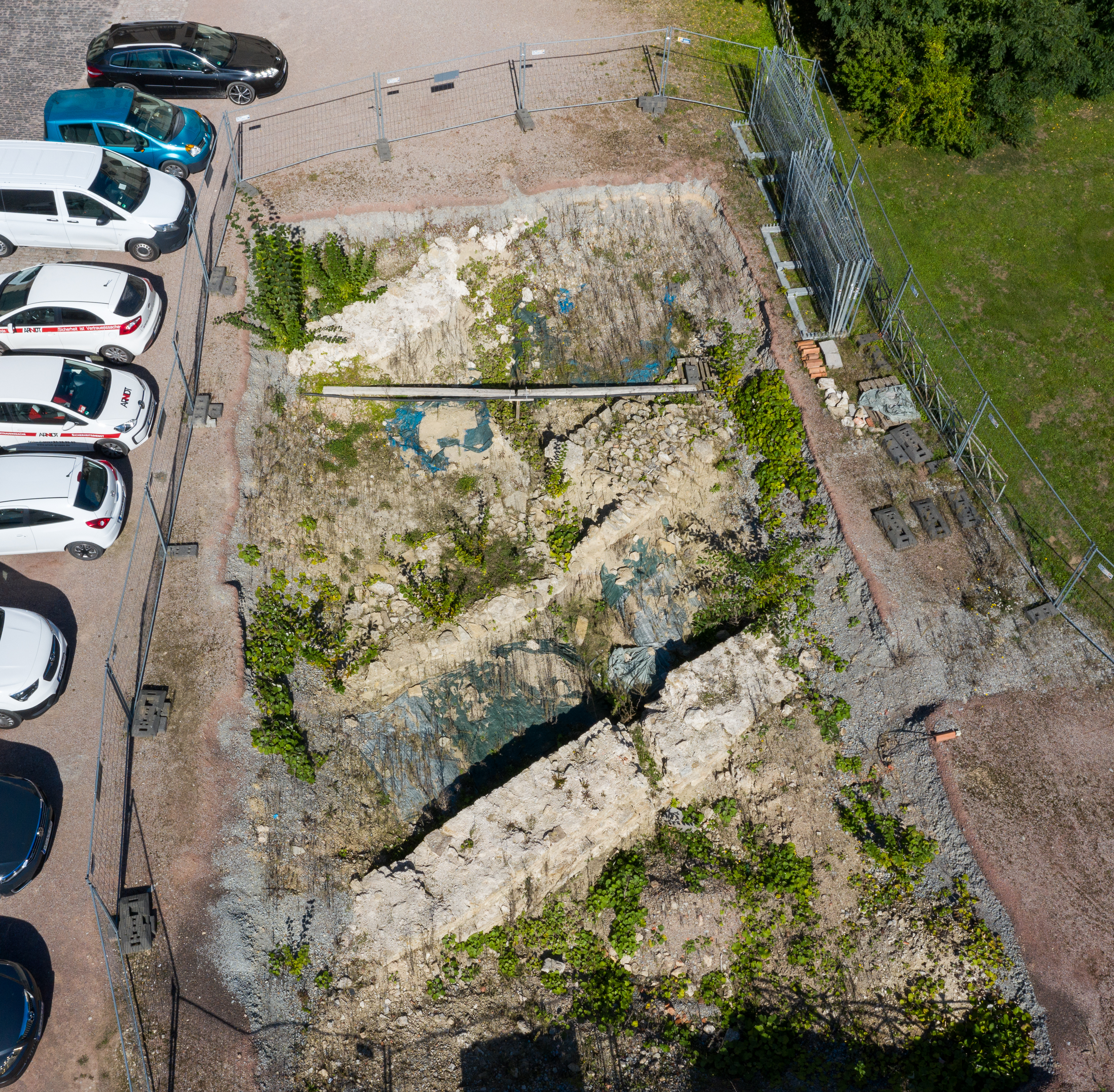
Ausgrabung am Schlossplatz 2019

Der unmittelbar vor dem Eingangsbereich des Weimarer Stadtschlosses mit der sog. Bastille vorgelagerten Platz auf der Südseite, der auch direkt in den Park an der Ilm übergeht, liegt der Schlossplatz. Das Schloss ist Teil des UNESCO-Weltkulturerbes „Klassisches Weimar“ und seit Ende 2008 im Eigentum der Klassik Stiftung Weimar. Das gilt auch für den Ilmpark und somit auch für den Schlossplatz.
Dieser wiederum trifft sowohl auf den Platz der Demokratie als auch auf den Burgplatz. Neben den direkt zum Schloss zugehörigen Sehenswürdigkeiten ist hierbei auch das in der Nähe befindliche Louis-Fürnberg-Denkmal zu erwähnen ebenso wie die Rabatte. Deren Einhegung ist in der Art gestaltet wie die Geländer an der Sternbrücke, wie sie von Clemens Wenzeslaus Coudray dort angebracht wurde. Der Westflügel des Stadtschlosses, bereits außerhalb des Schlossplatzes, war Coudrays erste große Bauaufgabe in Weimar. Es ist die bauliche Vorgabe, an die er sich zu orientieren hatte. Laut dem Kunsthistoriker Rainer Müller hatte jedoch nicht Coudray das Geländer an der Sternbrücke bzw. Schlossbrücke entworfen, sondern vermutlich Heinrich Gentz. Allerdings ist das Geländer an der Sternbrücke außerhalb der Kettenbrückenpfeiler mit einfachen über Kreuz gelegten Eisenbändern etwa so gestaltet wie dieses am Schlossplatz. Ein Nachweis der Autorschaft Coudrays über diese Geländer an der Sternbrücke und letztlich auch der am Schlossplatz, ist auch in der Monographie zu dem Baumeister des Klassizismus von Rolf Bothe nicht vorhanden.
Auf dem Schlossplatz fand 2016 eine archäologische Grabung statt. Dabei wurde u. a. die Lage des sog. Küchgartens festgestellt. Einer der gefundenen Mauerreste verweist auf eine Burg aus dem 13. Jahrhundert.
Es ist ein verkehrsberuhigter Bereich.
Der Schlossplatz steht auf der Liste der Kulturdenkmale in Weimar (Sachgesamtheiten und Ensembles).